# Karina Maruyama
Karina Maruyama (丸山桂里奈, Maruyama Karina), née le 26 mars 1983 à Ōta, un arrondissement de Tokyo, au Japon, est une joueuse japonaise de football évoluant au poste d'attaquante. Elle compte 70 sélections en équipe nationale japonaise.

## Biographie

### Carrière en club
Maruyama évolue en club au JEF United Ichihara Chiba.

### Carrière internationale
Karina Maruyama fait partie du groupe japonais présent lors de la Coupe du monde de football féminin des moins de 19 ans 2002 qui termine son parcours en quarts de finale. Elle fait ses débuts en équipe première lors de la Coupe du monde de football féminin 2003, jouant un match de phase de groupe contre l'Argentine. Elle est présente aux Jeux olympiques de 2004, jouant trois matchs dont le quart de finale perdu face aux États-Unis. Maruyama dispute aussi tous les matchs des Jeux olympiques de 2008, où les Nippones terminent quatrièmes. Lors de la Coupe du monde de football féminin 2011, elle marque le but de la victoire d'un tir croisé lors de la prolongation en quart de finale contre l'Allemagne, pays organisateur et grand favori de la compétition.

## Palmarès

### En sélection nationale
- Vainqueur de la Coupe du monde de football féminin 2011
- Médaille d'argent aux Jeux olympiques d'été de 2012